# Vasarainen
Vasarainen är en tätort (finska: taajama) i Raumo stad (kommun) i landskapet Satakunta i Finland. Vid tätortsavgränsningen den 31 december 2021 hade Vasarainen 371 invånare och omfattade en landareal av 3,75 kvadratkilometer.